# Malesherbiaceae
Malesherbiaceae is een botanische naam, voor een familie van tweezaadlobbige planten. Een familie onder deze naam wordt vrij algemeen erkend door systemen voor plantentaxonomie, en ook door het APG-systeem (1998).
Echter, in het APG II-systeem (2003) is erkenning van de familie optioneel: de planten mogen ook ingevoegd worden in de familie Passifloraceae.
Het gaat om een kleine familie van enkele tientallen soorten, die voorkomen in Zuid-Amerika.
In het Cronquist-systeem (1981) werd de familie geplaatst in de orde Violales.